# Dom Władysława Różyckiego w Warszawie
Dom Władysława Różyckiego – zabytkowa modernistyczna willa znajdująca się przy ul. Elsterskiej 1 na Saskiej Kępie w Warszawie.

## Opis
Budynek został zaprojektowany przez Teodora Bursche. Budowę ukończono ok. 1930 roku.
W 1979 roku budynek został wpisany do rejestru zabytków.